# Hannah Ludwig
Hannah Ludwig (Heidelberg, 15 de febrero de 2000) es una deportista alemana que compite en ciclismo en la modalidad de ruta.
Ganó tres medallas en el Campeonato Europeo de Ciclismo en Ruta, entre los años 2019 y 2021, en la prueba de contrarreloj sub-23.

## Medallero internacional
| Campeonato Europeo | Campeonato Europeo     | Campeonato Europeo | Campeonato Europeo  |
| Año                | Lugar                  | Medalla            | Competición         |
| ------------------ | ---------------------- | ------------------ | ------------------- |
| 2019               | Alkmaar (Países Bajos) | Medalla de oro     | Contrarreloj sub-23 |
| 2020               | Plouay (Francia)       | Medalla de oro     | Contrarreloj sub-23 |
| 2021               | Trento (Italia)        | Medalla de plata   | Contrarreloj sub-23 |

## Palmarés
2019
- Campeonato Europeo Contrarreloj sub-23

2020
- Campeonato Europeo Contrarreloj sub-23

2021
- 3.ª en el Campeonato de Alemania Contrarreloj
- 2.ª en el Campeonato Europeo Contrarreloj sub-23

2022
- 3.ª en el Campeonato de Alemania Contrarreloj

2024
- Clásica Féminas de Navarra